# José Miguel Moreno
José Miguel Moreno (Madrid, 1955) es un intérprete español de instrumentos de cuerda pulsada, especializado en la interpretación histórica, incluyendo en su repertorio obras comprendidas entre el siglo XVI y el XX. Utiliza instrumentos antiguos o reconstrucciones fidedignas, incluyendo vihuela, laúd, tiorba, guitarra renacentista, guitarra barroca, y guitarra romántica. En 1990 fundó el Ensemble La Romanesca y en 1999 el conjunto Orphénica Lyra, dedicados ambos a la interpretación de la música renacentista y barroca con criterios históricos. 
Está considerado unánimante por la crítica como uno de los principales intérpretes mundiales, habiendo editado numerosos discos y actuado en los festivales de música antigua más importantes de Europa y América. Ha obtenido entre otros galardones, el Premio Trujamán de la Guitarra, concedido por su trayectoria artística.

## Discografía
- Canto del Cavallero. José Miguel Moreno. Glossa GCD 920101. 1993.

- Ars Melancholiae. Sylvius Leopold Weiss (1686-1750). José Miguel Moreno. Glossa GCD 920102. 1994.

- La guitarra española (1536-1836). José Miguel Moreno. Glossa GCD 920103. 1994

- Música en tiempos de Velázquez. Ensemble La Romanesca. José Miguel Moreno, dirección. Glossa GCD 920201. 1994.

- Al alva venid. Música profana de los siglos XV y XVI. Ensemble La Romanesca. José Miguel Moreno, Marta Almajano, Paolo Pandolfo. Glossa 920203, 1995.

- Obras francesas para tiorba. Glossa, 1997. Incluye piezas de Michel de Béthune, Robert de Visée, Antoine Forqueray,  Jean-Baptiste Lully y Marin Marais.

- Canción del emperador. José Miguel Moreno. Glossa, 1998.

- Fuenllana. Libro de música para vihuela, intitulado Orphénica Lyra. José Miguel Moreno. Orphénica Lyra. Glossa 920204. 1999.

- Al alva venid. Ensemble La Romanesca. José Miguel Moreno, Marta Almajano, Paolo Pandolfo, Juan Carlos de Mulder. Glossa, 1999.

- Claros y Frescos Ríos. José Miguel Moreno y Núria Rial. Glossa, 2000.

- Johann Gottfried Conradi (†1747). Glossa, 2011.